# Райхсмарка
Вижте пояснителната страница за други значения на Марка.
Райхсмарката (на немски: Reichsmark) е паричната единица на Ваймарската република, Третия райх и следвоенна Германия от 1924 до 1948 година.

## История
Райхсмарката е въведена на 30 август 1924 година. Тя заменя папирмарката, която по времето на хиперинфлацията от 1914 – 1923 става обезценена. Обменният курс е 1 000 000 000 000:1 (един трилион папирмарки за една райхсмарка). Райхсмарката се основава на златния стандарт на 4,2 райхсмарки на долар, а след обезценяването на долара през 1934 г. – 2,5 райхсмарки за долар.
Райхсмарката, рентната марка и марката на Съюзното военно командване са изтеглени от обращение в Западна Германия и заменени с германската марка, издадена от Банката на германските земи между 21 юни и края на август 1948 г.
В съветската зона на окупация Райхсмарката, рентната марка и марката на Съюзното военно командване са заменени с германски марки, издадени от Германската емисионна банка в хода на реформата, започната на 23 юни 1948 г.

## Монети
През 1924 г. са въведени монети в номинали от 1, 2, 5, 10 и 50 райхспфенига и 1 и 3 марки (не райхсмарки). Монетите от 1 и2 райхспфенигът са изсечени от бронз и са изобразявали житен сноп. Монетите от 5, 10 и 50 райхспфенига са алуминиево-бронзови и изобразяват запаси от пшеница, пресечени в стилизиран модел. Двете най-високи деноминации са изсечени от фино сребро и изобразяват германския стандарт на орел. През 1925 г. за обращение са въведени фини сребърни монети от 1 и 2 райхсмарки, заедно с първата от много възпоменателни монети от 3 и 5 райхсмарки. През 1927 г. са въведени монети от никел (50 райхспфенига) заедно с монети от 5 райхсмарки от редовен тип, последвани от монетите от 3 райхсмарки през 1931 г.
Поради наличието на редица монетни дворове в Нацистка Германия всеки монетен двор има своя собствена идентификационна буква и по този начин е възможно да се идентифицира точно кой монетен двор е произвел дадената монета. Не на всички монетни дворове е било разрешено да произвеждат монети всяка година. Монетните дворове са били упълномощени да произвеждат определен брой монети, като на някои монетни дворове е било отредено по-голямо производство от други. Следователно някои от монетите с конкретни монетни знаци са били по-оскъдни от други. При сребърните монети от 2 и 5 райхсмарки марката на монетен двор се намира под датата в лявата страна на монетата.
- A = Берлин
- B = Виена
- D = Мюнхен
- E = Мюлденхутен
- F = Щутгарт
- G = Карлсруе
- J = Хамбург

По време на Втората световна война бронзовите и алуминиево-бронзовите монети са заменени с такива от цинк и алуминий, като производството на монетите от 2 райхсфенига е прекратено поради потенциал те да бъдат твърде лесно объркани с 10-те райхспфенига, когато бъдат изковани от същия метал. Монетите от 1, 2 и 5 райхсмарки също са спрени от издаване, като те са заменени с банкноти. Алуминиевите монети от 50 райхспфенига са въведени отново, за да заменят никеловите варианти. Този път те са имали по-дълъг цикъл, като са били произвеждани от 1939 до 1944 г. По-ниските купюри са произвеждани от цинк от 1940 г. нататък. Поради своя състав тези монети са били с лоша издръжливост и трудно са се намирали в много добро състояние. Последното производство на монети, носещи свастика, е през 1944 г. (1, 5, 10 и 50 райхспфенига) и 1945 г. (1 и 10 райхспфенига).

## Банкноти
Монети и банкноти за обращение в окупираните територии по време на войната са издадени от Райхскредиткасен. Отворени, цинкови монети в деноминации 5 и 10 райхспфениг са отсечени през 1940 и 1941 г. Банкнотите са емитирани между 1939 и 1945 в деноминации от 50 райхспфенига, 1, 2, 5, 20 и 50 райхсмарки. Те са били законно платежно средство заедно с валутата на окупираните държави.